# Ружа (име)
Ружа је јужнословенско женско име. Његов деминутивни облик је Ружица. Познате особе са овим именом су:
- Ружа Томашић, хрватска политичарка
- Ружа Петровић, хрватска антифашисткиња